# گروه ایوائو
گروه ایوائو (انگلیسی: Ivao Group) یک گروه کوه آتشفشانی در جزایر کوریل کشور روسیه است.